# Filemon och Baukis

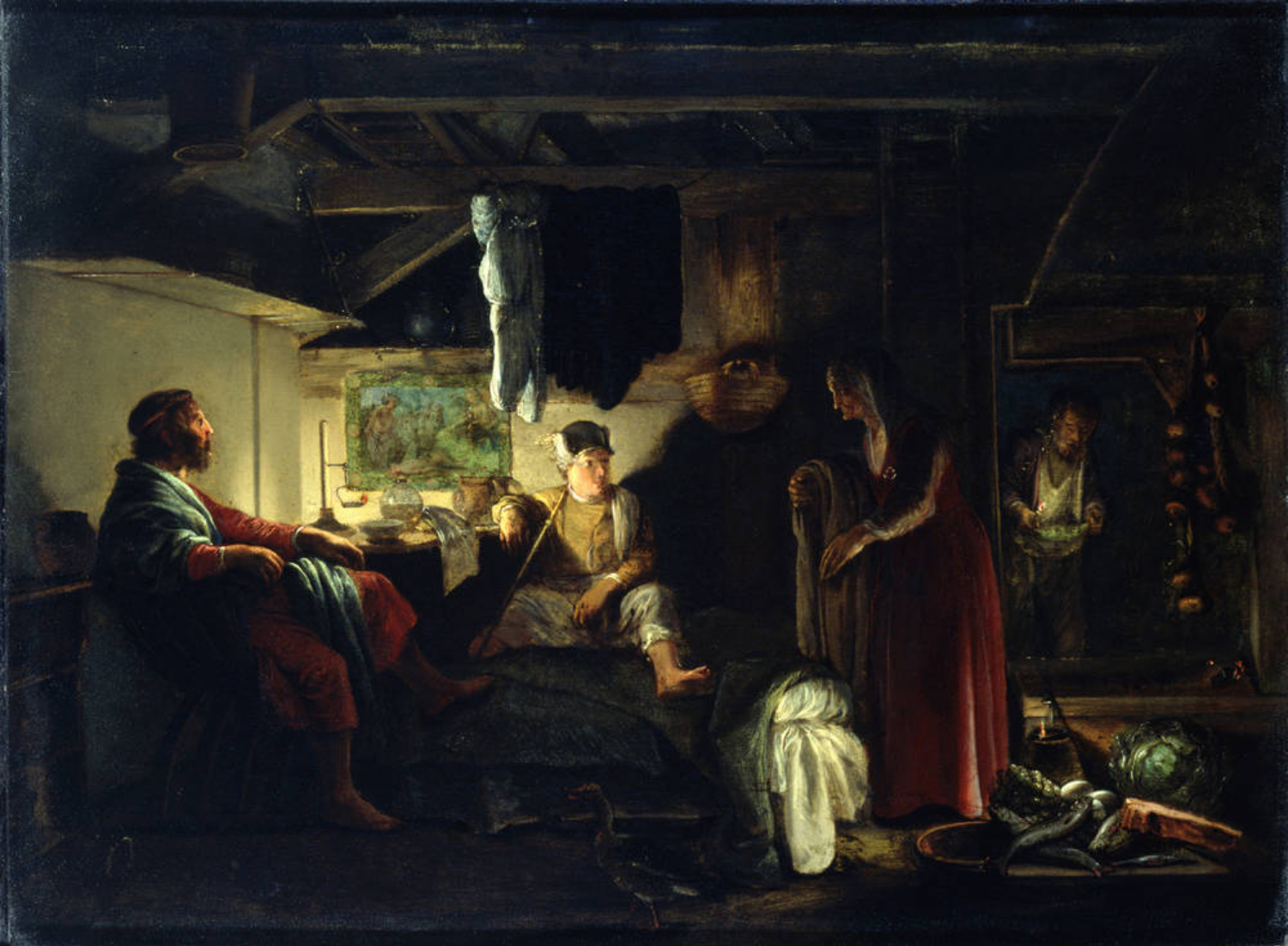
Jupiter och Mercurius hos Filemon och Baukis, Adam Elsheimer, cirka 1608, Dresden.

I Ovidius moraliserande fabel Metamorfoser VIII, som hör hemma i gränslandet mellan grekisk mytologi och romersk mytologi, var Baukis och Filemon ett gammalt gift par i närheten av staden Tyana, enligt Ovidius i Frygien. När Zeus och Hermes (Jupiter och Mercurius i romersk mytologi) kom till staden förklädda till vanliga människor var Baukis och Filemon de enda som tog emot dem i sitt hem, bjöd på mat och husrum. När det är tid för efterrätt bjuder paret de förklädda gudarna på vin, när vinet tar slut sker ett mirakel. Vinbägaren fylls återigen till brädden och makarna inser att de har gudar på besök. När Jupiter (Zeus) och hans son Hermes lämnar makarnas hydda uppmanar de Filemon och Baukis att följa efter gudarna upp på berget, för att på det sättet skonas från en kommande översvämning. Paret lyder och skonas, precis som utlovat. Parets hus förvandlas till ett tempel och de får önska någonting, som gudarna lovar att uppfylla. Filemon och Baukis önskar att aldrig behöva begrava varandra. Så en dag när döden kommer står de mitt emot varandra, Filemon förvandlas till en ek och Baukis till en lind, på det sättet behöver de aldrig begrava varandra. Därmed kom de att symbolisera den heliga plikten att visa gästfrihet mot främlingar.